# Čínský lev
Čínský lev, také čínský strážní lev nebo císařský strážní lev je tradiční čínská architektonická ozdoba, jejíž původ leží hluboko ve starších indických buddhistických tradicích. Obvykle jsou tito lvi vyrobeni z kamene, jsou také známí jako kamenní lvi. Lev (tradiční čínština: 獅子, zjednodušená čínština: 狮子, pīnyīn: shīzi, standardní česká transkripce čínštiny: š'- c') jako kočkovitá šelma je obdivován pro svou vznešenost a sílu a proto i v Číně našel své místo jako symbol ochrany, štěstí a majestátnosti.
Koncept, který vznikl a stal se populárním v čínském buddhismu, představuje pár značně stylizovaných lvů – často jednoho samce s koulí, která představuje materiální prvky, a jednu samici s mládětem, které představuje prvek ducha, chránící od škodlivých duchovních vlivů a škodlivých lidí, kteří mohou být hrozbou. Kamenní lvi z císařských čínských paláců a hrobek se následně rozšířili do dalších částí Asie včetně Japonska, Koreje, Filipín, Tibetu, Thajska, Myanmaru, Vietnamu, Srí Lanky, Indie, Nepálu, Kambodže, Laosu a Malajsie.

## Historický kontext
Pro lva nebyla oblast Východní Asie jeho typickým prostředím k volnému výskytu, právě proto se stal pro staré Číňany také mytickým zvířetem. Na území Číny, se dostal z Persie a byl chován pouze v císařských zahradách jako dar od ambasadorů ze Západní Asie.
Jeho postavení postupně vzrůstalo hlavně s příchodem buddhismu, u něhož je lev považován za posvátného. Říká se, že právě do podoby lva se Buddha jednou reinkarnoval. Někdy je zobrazován, jak Buddhovi přináší květy. Také buddhistická božstva jsou vyobrazována v situaci, kdy jezdí na lvím hřbetu.

## Symbol lva v umění

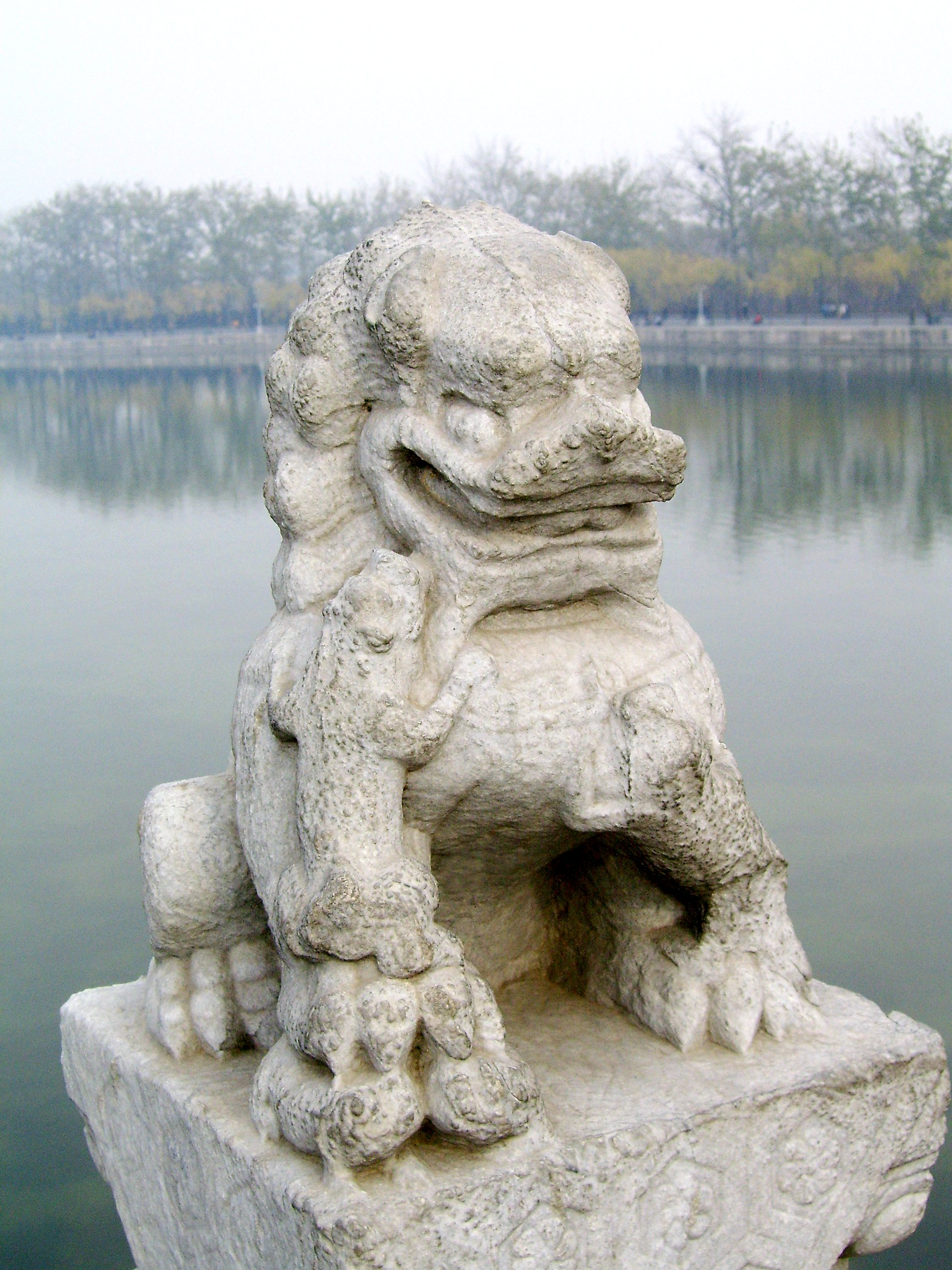
Socha lva před Letním palácem v Pekingu

Lev sice dostal v čínském folkloru určitý prostor, ale jeho podoba je ve výtvarném umění vyobrazena ne moc reálně v porovnání s jeho skutečným vzezřením. Častokrát připomíná spíše Pekingského palácového psa neboli pekinéze. Vždy ovšem platí to, že ho vyobrazí jako impozantního, s mohutným tělem, velkýma očima a výrazem, z něhož jde strach.
Oproti tygrovi není v lidovém umění tak často zobrazován. Na obrázcích a vystřihovánkách ho můžeme většinou spatřit při hře s perlou, či míčem. To bývá spojováno s mytologií, dva lvi, kteří si hrají s perlou například mají představovat boj o perlu moci. Obecně je symbol lva spojován s ohněm, energií, udatností, vznešeností a moudrostí. Právě jako symbol moudrosti se podoba lva vyšívala na dvorní róby vojenských hodnostářů druhého stupně. V čínské výslovnosti se také podobá výslovnosti slovu mistr, i to může být důvod, proč se mnoho mudrců vyobrazuje společně s tímto zvířetem.
V architektuře čínských staveb lze vidět stát lvy z kamene, bronzu, železa, či pozlacené formě před vstupy do důležitých budov, nebo domů bohatých. To z toho důvodu, že má symbolizovat ochranu a štěstí, Číňané věří i v to, že může napomoci zahnat zlé duchy od svého obydlí. Samce v tomto případě lze rozlišit podle toho, že pod svou tlapou ukrývá kouli. Názory na tuto symboliku se liší, někteří[kdo?] zastávají názor, že se jedná o mládě ve vejci, jiní, že je to velká perla. Na levé straně od samce pak stojí samice s mládětem pod její pravou tlapou. Ta odkazuje na smyslnost, mateřskost.
Podoba kamenných soch lvů se výrazně odlišuje v závislosti na tom, za jaké dynastie a na jakém místě byly postaveny. Sochy z dynastie Chan a Tchang působí silně a neohroženě, trochu hubeněji za dynastie Jüan. Lvi z doby Ming a Čching vypadají více umírněně a jemně. Na severu Číny byl vytesáván mnohem jednodušeji oproti jihu, kde lze zpozorovat více detailů.

## Lev jako součást festivalů

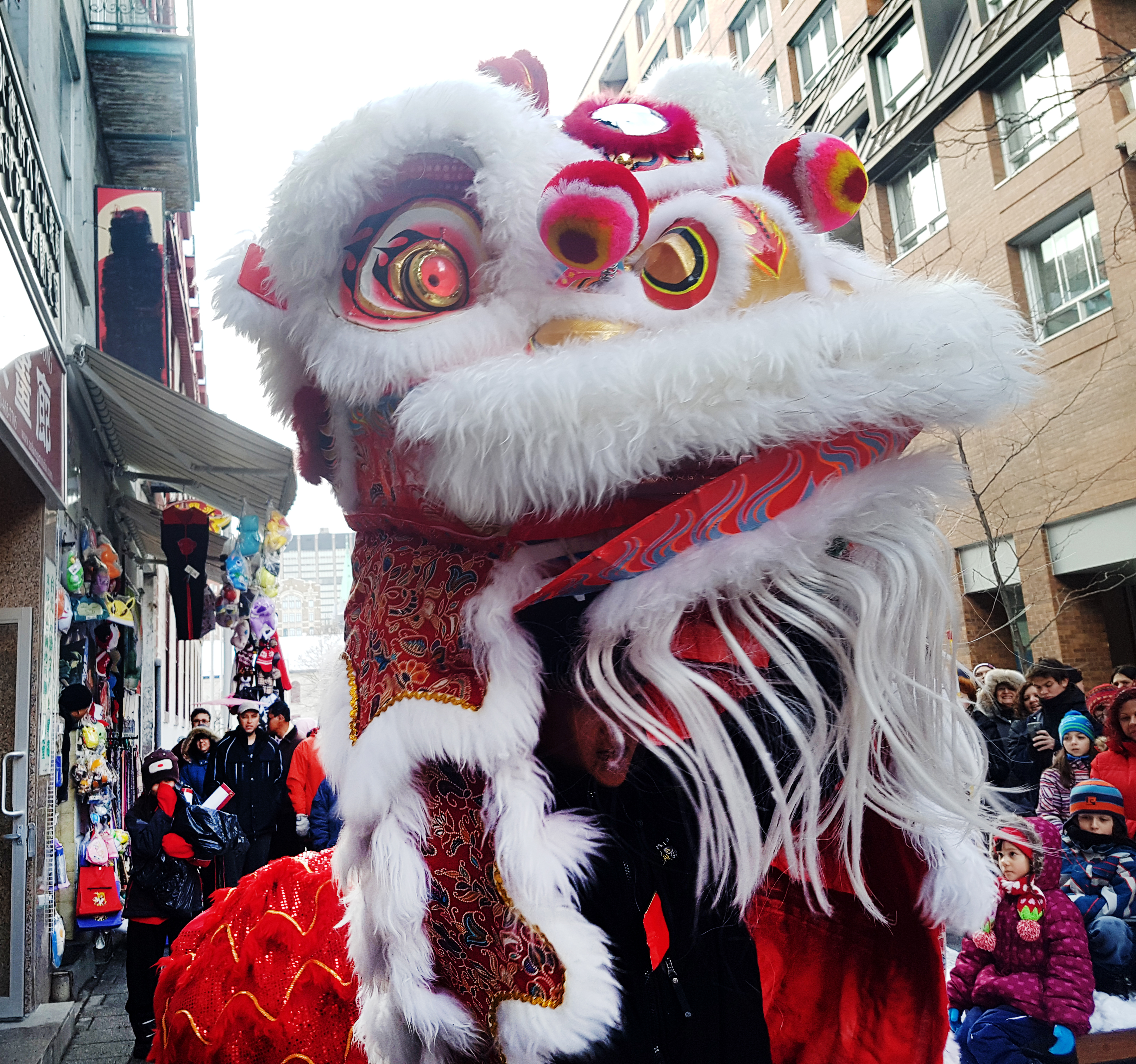
Lví kostým při oslavě roku kohouta v Monrealu

Vzhledem k pozitivní symbolice lva, zejména co se týče štěstí a bohatství, bývá součástí nejrůznějších festivalů a oslav. Jeho podobizna se objevuje například při oslavách Čínského nové roku, zejména na Lampionovém festivalu, který probíhá v poslední den oslav. Pro takové události je pak specifický takzvaný lví tanec. Lví tanec je předváděn za pomocí dvou osob, jež se společně obléknou do mohutného kostýmu lva. Jeden z dvojice představuje hlavu a přední část těla zvířete, druhý pak představuje zadní část. Za doprovodu zvuků bubnů, gongů a cimbálů imitují nejrůznější pohyby. Tato tradice, jež se odehrává nejen v Číně, ale i v Čínských čtvrtích po celém světě, má při oslavách Čínského nové roku přinést úspěch v nadcházejícím roce. Přestože vzhled kostýmů se od sebe navzájem liší a existuje mnoho variant, typ tance lze opět rozdělit v závislosti na tom, zda se jedná o severní, či jižní část pevniny. Na jihu tanec připomíná autentičtější chování zvířete, což může působit komickým dojmem. Nechybí natřásání těla, škrábání, či olizování kožichu. Sever naopak využívá prvky bojových umění, kostýmy jsou výrazně mohutnější a méně zdobené pro lepší možnost pohybu.